# Alan van de Wall
Alan van de Wall (Geleen, 11 augustus 1989) is een Nederlands handbalspeler.

## Biografie
Hij begon met handbal op ongeveer 10-jarige leeftijd en doorliep de jeugdopleiding bij V&L en debuteerde op 15-jarige leeftijd met V&L in de eredivisie. Toen de Limburg Lions werd opgericht, verkaste bij naar het talententeam, Limburg Wild Dogs. In 2015 stopte Van de Wall met handballen om een jaar lang rondtrekken door Australië en Nieuw-Zeeland. Enige tijd later kwam Van de Wall weer terug naar het handbalveld.
Tevens was hij jeugdinternational.